# Первое Ковельское сражение
Первое Ковельское сражение — наступление 3-й, 8-й и Особой русских армий Юго-Западного фронта во время второго этапа Брусиловского прорыва, шедшее 15 — 19 июля (28 июля — 1 августа) 1916 года на Восточном фронте Первой мировой войны. Для того чтобы остановить русское наступление австро-германское командование было вынуждено предпринять ряд контратак южнее Ковеля.

## Подготовка операции
Германское командование, видя катастрофическое положение австро-венгерской армии в Галиции, приняло решение перебросить германские войска под командованием генерала Линзингена в Галицию на помощь австрийским армиям. Помимо этого австро-венгерское командование вынуждено прекратить успешное наступление на Итальянском фронте и было вынуждено перебрасывать в Галицию войска из Трентино.
В свою очередь в развитие Луцкого прорыва в июле русское командование перебрасывает на юго-западный фронт резервы и создает Особую армию генерала Безобразова. 3-я, 8-я и Особая армия получили приказ разгромить противника в районе Ковеля и занять город.

## Ход операции
15 (28) июля армии Юго-Западного фронта перешли в наступление. Центральные III, XXXI и Сводный корпуса 3-й армии Л. В. Леша имели с 15 (28) по 18 (31) июля ряд успешных дел на Припяти и Нижнем Стоходе. Австро-венгерский 2-й корпус генерала Кайзера был поколеблен в северном секторе и отступил своими двумя дивизиями на позицию между Ситовичами и Рудкой Мириньской. На левом фланге XLVI армейский корпус имел небольшой успех у Заречья, а I Туркестанский — у Гулевичей. Неприятель (группа Гронау) перешел 19—20 июля (1-2 августа) в сильные контратаки и потеснил на правом фланге IV Сибирский и III армейский корпуса. Наступление на Камень Каширский, в обход Ковеля с севера, захлебнулось. Трофеями 3-й армии в этих делах было около 3000 пленных и 4 орудия.
15 (28) июля Особая армия генерала Безобразова двумя гвардейскими корпусами начала наступление на важный транспортный узел Ковель, а слева два корпуса 8-й армии Каледина — на фронт Затурцы. Линию Стоход от Киселина до Затурцев удерживала 20-я пехотная дивизия. Русский 30-й корпус Зайончковского форсировал Стоход и глубоко вклинился в неприятельское расположение. На левом фланге наступления Особой армии к северу от Трестеня русский 2-й гвардейский корпус Рауха прорвал левое крыло немецкой 19-й пехотной дивизии и захватили её штаб. Фланги двух немецких дивизий оказались под угрозой. 19-я пехотная дивизия оставила свои позиции у Ворончина и отступила за Стоход. Всего группой Безобразова в этот день было взято в плен 2 генерала, 400 офицеров, 20 000 нижних чинов, захвачено 56 орудий.
16 (29) июля Линзинген усилил отступающий фронт, введя в бой 86-ю и 121-ю пехотные дивизии. В последовавшие дни 30-й корпус уже не смог одолеть оправившегося противника у Кухар, а 2-й гвардейский корпус — у Витонежа. 1-й гвардейский корпус великого князя Павла Александровича после кровопролитного боя занял Райместо, но генерал фон Бернгарди и крепким ударом по 1-му армейскому корпусу (между 30-м армейским и 1-м гвардейским корпусами) остановил продвижение частей Особой армии.
21 июля (3 августа) левофланговый 1-й Туркестанский корпус 3-й армии по собственному почину пытался взять Рудку Миринскую, но, не поддержанный 30-м корпусом соседней армии Безобразова, успеха не имел.
8-й армии генерала Каледина надлежало наступать на Владимир-Волынский. Правофланговые 39-й и 23-й армейские корпуса, атаковавшие позиции Бернгарди, не имели особенного успеха в боях с 15 (28) по 19 июля (1 августа) у Киселина и Пустомыт. Трофеями этих боев были 2300 пленных и 12 пулеметов.
Левофланговые 40-й и 8-й корпуса совершенно разгромили 4-ю австро-венгерскую армию генерала Терстянского в сражении 15 (28) июля при Кошеве. 8-й корпус генерала В. М. Драгомирова разбил обе дивизии корпуса Шурмая. Большая часть 11-й дивизии была взята в плен. Тем временем 40-й русский корпус прорвал позиции 70-й гонведской дивизии и полностью разгромил 2-ю и 13-ю дивизии. Южное крыло 37-й гонведской дивизии также было прорвано русскими и отброшено к Холопичам. Австро-венгерская 4-я армия потеряла 15 000 человек и 45 орудий. Во всей армии осталось 17 000 (6000 штыков).
Отступление 4-й армии перекинулось на соединительное крыло корпусной группы фон дер Марвица — кавалерийский корпус Леонарди. Из германских дивизий в Галиции прямо из боя выдергивались полки и даже батальоны и бросались на автомобилях под Кошев. Подход 40-го резервного корпуса генерала Лицмана позволил к 17 (30) июля стабилизировать обстановку в 4-й армии. В результате к 19 июля (1 августа) русские войска продвинулись только на 10 км. Войскам 3-й, Особой и 8-й армий удалось добиться лишь частичных успехов.

## Результаты
Начальник штаба Верховного главнокомандующего генерал от инфантерии М. В. Алексеев в своей телеграмме Клембовскому дал такую оценку происшедших боев: «Усиление противника и его укрепления на случайно занятых позициях не дают возможности развивать операцию одновременно всеми армиями на широком фронте, а требуют сосредоточения превосходных сил на некоторых избранных важнейших направлениях. Юго-Западный фронт имеет превосходство сил на 200 тыс. штыков, дающее возможность комбинировать удары, производить прорывы и применять вслед за ними работу во фланг и в тыл прорыва, избегая дорого стоящих лобовых ударов (Леш, Безобразов)».
Эрих Людендорф характеризовал с своей стороны эти бои такими словами: «28 июля началась большая русская атака вдоль Стохода и продолжалась с неслыханной силой до вечера 1 августа. У русских был большой перевес в силах и они, не обращая внимания на потери, бросали в атаку все новые войска. Во многих пунктах были критические минуты. Немецкие ландштурмисты, должны были выбивать врага, ворвавшегося в австро-венгерские окопы. Даже германские войска потеряли некоторые участки тонкой линии своих укреплений. У русских было много людей, но они тратили их слишком беспечно. С такой тактикой они не добились никакого успеха против наших тонких линий».
Первое Ковельское сражение, казалось, должно было выявить всю неосновательность стремлений найти ключ к победе в гиблых болотах Стохода. Вместо стратегически неинтересного и тактически безнадежного ковельского направления следовало искать полководческого решения на других, истинно стратегических путях. Находясь всецело во власти «ковельского миража», генерал Алексеев ничего не видел и ничего не предвидел. Он решил вновь долбить Ковель теми же силами и с теми же средствами.
26 июля (8 августа) 3-я и Особая армии вновь начали атаковать германцев на Стоходе, но и эти атаки кончилась неудачей, и боевые действия приняли затяжной характер. Бои продолжались до 29 июля (11 августа) и не принесли русским войскам дальнейших территориальных приобретений.
К этому времени Брусилов окончательно потерял надежду на активные боевые действия Северного и Западного фронтов. Рассчитывать же одним своим фронтом достигнуть ощутимых стратегических результатов было бесполезно. «Поэтому, — писал он, — я продолжал бои на фронте уже не с прежней интенсивностью, стараясь возможно более сберегать людей, а лишь в той мере, которая, оказывалась необходимой для сковывания возможно большего количества войск противника, косвенно помогая этим нашим союзникам — итальянцам и французам».